# 焦达人
焦达人（1891年—1942年），字知生，号雄飞，焦达峰之胞弟，龙伏焦家桥人。生于清光绪十七年（1891），少入文光书院学习。光绪三十年（1904）入长沙铁路学堂学习。两年后辍学，加入共进会。后由曾杰介绍入同盟会。
宣统二年（1910年），长沙发生抢米风潮，当局严捕革命党人。焦达峰等避走醴陵。焦达人奉命留长保管机密文件，并来往长、醴间，传递消息。随后在会党中奔走，筹集活动经费，参与运动新军，翌年公历10月长沙起义前夕，奉派到浏阳发动会众参战。
湖南光复后，焦达人担任都督府参谋兼监印官。
焦达峰、陈作新被杀害后，焦达人荷枪实弹，准备报仇。经谭人凤劝止，乃间道还乡，从师习武。
民国2年（1913年），以烈士家属得照顾，公费入日本东京同文校陆军班，施转民治大学习法科。两年后毕业回湘。因不满汤芗铭独裁统治，走江西安福，募众垦荒种稻。
民国5年（1916年），回湘参与“反袁驱张”斗争。第二年，曾杰奉孙中山令，来湘组织护法国民军。焦达人经黎先诚帮助，先整顿会党，担任总龙头。民国7年（1918），筹措经费成立护国军，在浏阳北乡一带阻击北洋军，与张敬尧部战于焦家桥、黄泥界等地。后转到周洛山区，卒因寡不敌众败散，焦达人间道奔郴州投程潜。
民国10年（1921年），孙中山在广州就任中华民国非常大总统。曾杰为北伐军湘军别动队司令，焦达人任该部第一路司令兼副官长。陈炯明叛变，孙中山离粤去沪，焦达人回湘。
民国18年（1929年），焦达人与柳聘农、文斐、谢介僧等老同盟会员，组织己巳俱乐部湖南分部于长沙。
民国20年（1931年）“九一八”事变发生，焦达人与曾杰等联合发出“团结抗日”的呼吁。又与谢介僧等整理会党，立楚荆山，被拥为山主。
民国24年（1935年），焦达人来往于武汉、上海、香港之间，宣传抗日。直至民国26年（1937）“七七”芦沟桥事变，抗日战争发生，才回长沙。不久因病回家乡。民国31年（1942）去世，年51岁